# 貝拉帕蘭卡

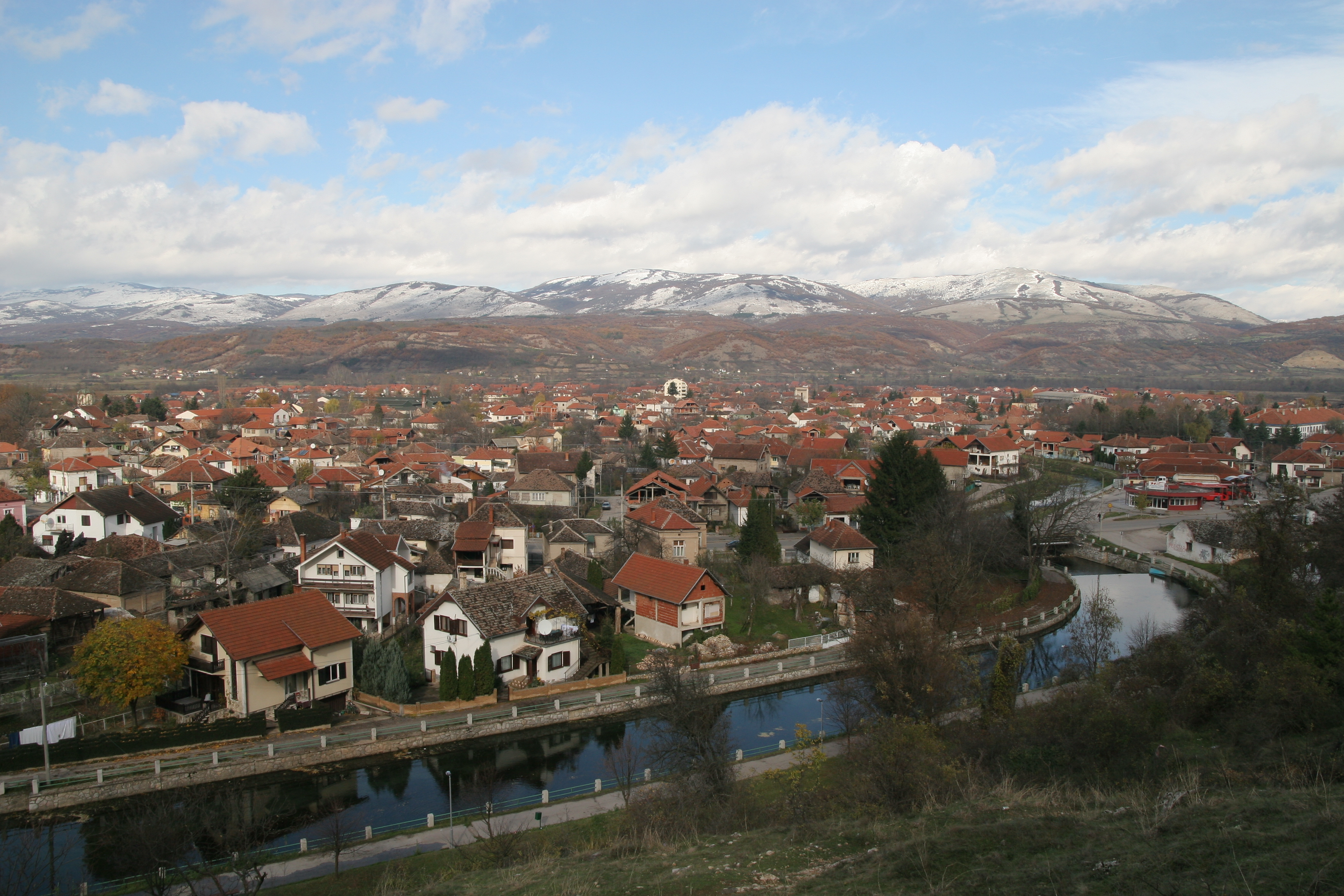

貝拉帕蘭卡是塞爾維亞的城鎮，由皮羅特州負責管轄，位於該國東南部，距離首府皮羅特25公里，毗鄰與保加利亞接壤的邊境，面積551平方公里，海拔高度394米，2011年人口8,112。

## 外部連結
- Bela Palanka （页面存档备份，存于）
- Bela Palanka - tourist portal